# 球極平面投影
球極平面投影（stereographic projection），在幾何學裏，是一種將圓球面投影至平面的映射。在構造地質學裏，稱為球面立體投影或球面投影。除了投影點以外，這投影在整個球面都有定義。在這定義域裏，這映射具有光滑性、雙射性和共形性。共形性的意思就是角度維持不變。但是，這映射不會維持距離不變，也不會維持面積不變；它不會維持圖案的距離與面積。
直覺而言，球極平面投影是一種以平面來看球面的方法。使用這方法，在圖案品質方面，必須接受一些不可避免的妥協。因為圓球與平面出現於許多數學方面的問題和應用，球極平面投影也非常地常見。在各個領域，例如，複分析，地圖學，地質學，與攝影，球極平面投影都有廣泛的用處。實際上，球極平面投影經常是用電腦繪成，或者用手工直接繪在一種特別的繪圖紙，稱為烏爾夫網圖。

## 公式
球面球座標投影到平面極座標：
{\displaystyle (R,\Theta )=\left(\cot {\frac {\varphi }{2}},\theta \right),}
反解：
{\displaystyle (\varphi ,\theta )=\left(2\arctan \left({\frac {1}{R}}\right),\Theta \right)}
特別地，當 R = 0 時，φ = π

## 圖片

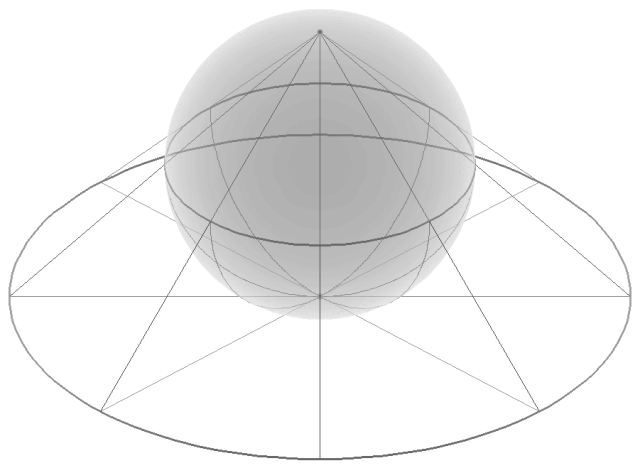
這三維透視圖可以顯示出球極平面投影圖的製作方法。
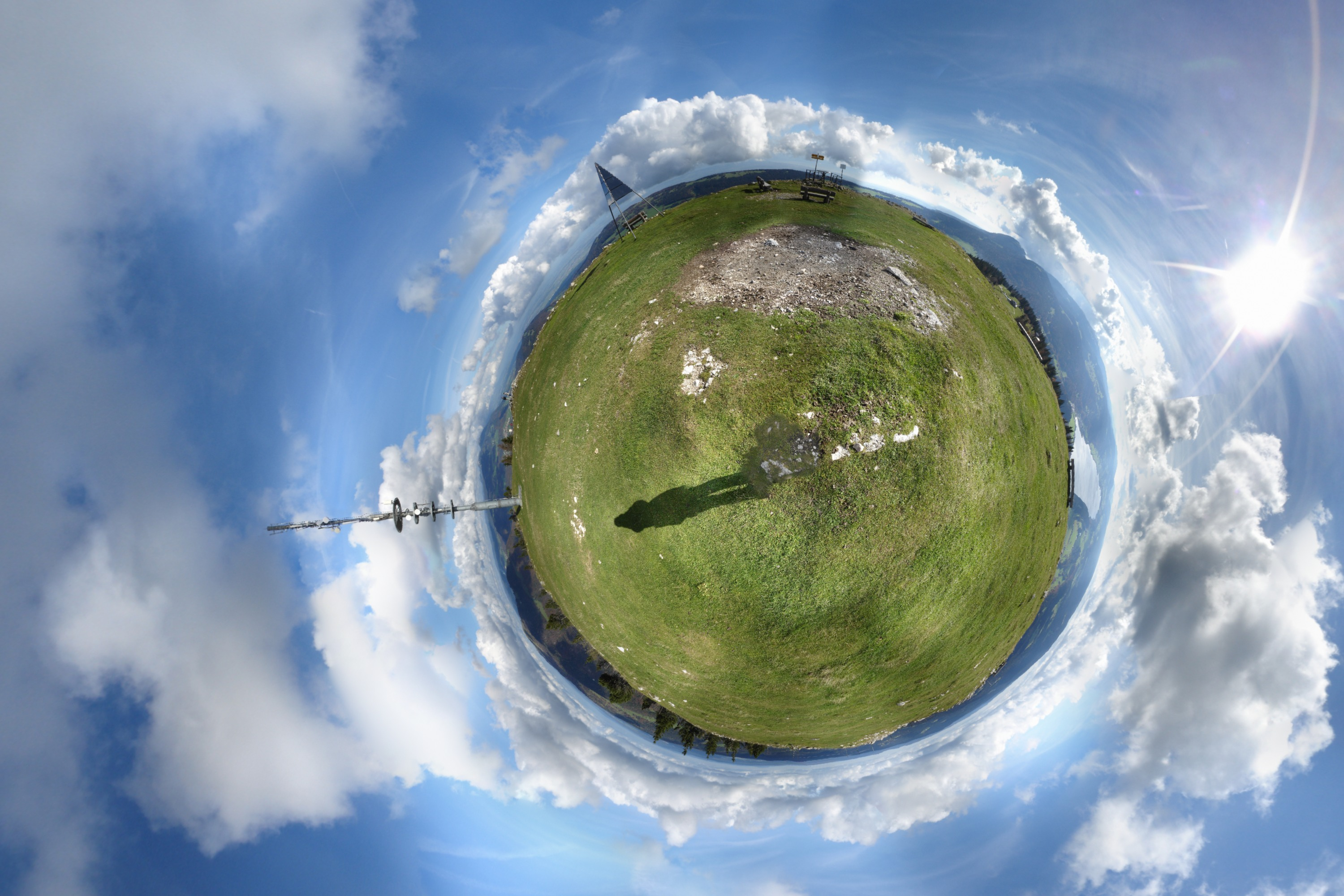
瑞士沃伦山球极平面投影图，由120张照片合成。
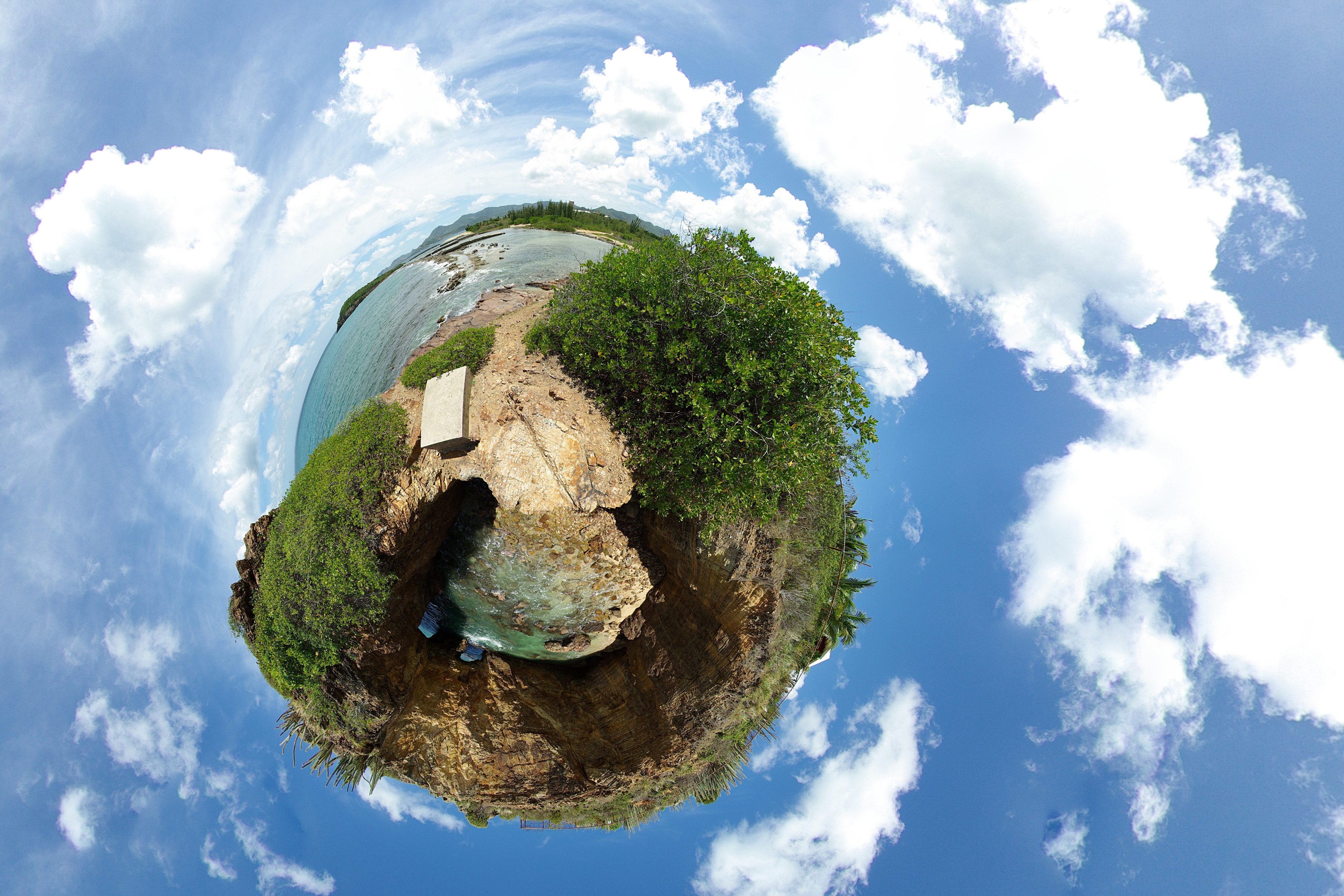
加勒比海法属圣马丁首府马里戈特的海灘360度球极平面投影图，由9张照片合成。

## 外部連結
- 埃里克·韦斯坦因. . MathWorld.
- http://planetmath.org/encyclopedia/StereographicProjection.html （页面存档备份，存于）
- Table of examples and properties of all common projections （页面存档备份，存于）, from radicalcartography.net
- three dimensional Java Applet （页面存档备份，存于）
- Stereographic Projection and Inversion （页面存档备份，存于） from cut-the-knot
- Examples of miniplanet panoramas, majority in UK
- Examples of miniplanet panoramas, majority in Czech Republic （页面存档备份，存于）
- Examples of miniplanet panoramas, majority in Poland （页面存档备份，存于）
- DoITPoMS Teaching and Learning Package- "The Stereographic Projection" （页面存档备份，存于）